# West Coast (Cântec de OneRepublic)
„West Coast” este o piesă a formației americane de pop rock OneRepublic, lansată ca single pe 25 februarie 2022, prin Mosley Music Group și Interscope Records. Piesa a fost scrisă de solistul trupei, Ryan Tedder, care a compus-o și produs-o împreună cu colegul de trupă Brent Kutzle, Noel Zancanella⁠(d), Justin Tranter⁠(d) și duo-ul de producători Mattman & Robin. Fiind un favorit al fanilor încă de când un fragment demo a fost distribuit public, „West Coast” a fost inițial intenționată pentru al patrulea, apoi al cincilea album de studio al trupei, Oh My My⁠(d) (2016) și Human (2021), dar a fost amânată din cauza ambițiilor trupei de a îndeplini așteptările. Mai târziu, a fost inclusă ca inspirație principală și al doilea single de pe al șaselea album de studio al trupei, Artificial Paradise.
Inspirat de estetica sunshine pop a Beach Boys și The Mamas and the Papas, „West Coast” este un omagiu pop alternativ și electropop Californiei anilor '60, cu versuri despre îmbrățișarea unui nou sentiment de libertate și căutarea „visului Californian”. Piesa a primit aprecieri din partea criticilor muzicali, care au lăudat vocea lui Tedder, valorile de producție, versurile și au considerat-o o adăugire perfectă pentru sezonul estival.
Un videoclip muzical însoțitor pentru piesă, regizat de Thomas Whitmore, a avut premiera pe 25 februarie. Îl prezintă pe Tedder navigând pe coastă într-un decapotabil Cadillac în timp ce planifică o petrecere dansantă cu tematică spațială. Videoclipul a fost folosit și pentru promovarea turismului în colaborare cu Visit California, precum și a noii generații de dispozitive Microsoft Surface. OneRepublic a interpretat piesa în emisiuni de televiziune și a făcut parte din setlistul turneului Never Ending Summer Tour (2022) al trupei.

## Context
În 2015, în timp ce OneRepublic era în turneul Native Tour și înregistra pentru al patrulea album, Oh My My⁠(d) (2016), trupa a împărtășit un scurt fragment dintr-una dintre viitoarele piese ale proiectului, numită „West Coast”. În aceeași perioadă, solistul și compozitorul trupei, Ryan Tedder, lucra cu U2 la albumul lor din 2017, Songs of Experience⁠(d), iar la una dintre sesiunile de înregistrare, Tedder a cântat „West Coast” pentru U2, care a folosit o linie melodică și prima frază a refrenului pentru a crea single-ul „Summer of Love”.
Mai târziu, Tedder a rescris piesa pentru al cincilea album de studio al OneRepublic, Human, declarând în 2020 că piesa „este ca [The Mamas and the Papas] - 'California Dreamin' și [The Beach Boys], dar cu tobe ca [Gorillaz]. Este cea mai nebună și mai cool întoarcere la „aici vine vara”. Piesa a ajuns să fie eliminată de pe Human după ce albumul a fost amânat din cauza efectelor pandemiei COVID-19. Vorbind despre asta, Tedder a spus că „Motivul pentru care nu a ieșit încă este pentru că este un sunet atât de unic, este atât de diferit de toate celelalte lucruri normale OneRepublic... am decis să facem un întreg album care să aibă sens pentru „West Coast” și acesta este albumul la care am lucrat în ultimele patru luni... „West Coast” este unul dintre single-urile cheie de pe acel album, iar sunetul acelui album îl schimbăm ușor pentru a se potrivi cu „West Coast”, pentru că credem că piesa este atât de bună”. Acest album urma să fie dezvăluit ca fiind Artificial Paradise, lansat pe 12 iulie 2024.

## Versuri și compoziție
„West Coast” este o piesă pop alternativ și electropop, cu influențe de la trupele The Beach Boys, The Mamas & the Papas și Gorillaz. Solistul OneRepublic, Ryan Tedder, a scris versurile pentru „West Coast” în 2015. Mai târziu, a produs-o și a compus melodia piesei împreună cu colegul de trupă basist/violoncelist Brent Kutzle, Noel Zancanella, Justin Tranter, duo-ul de producători Mattman & Robin (Robin Fredriksson și Mattias Larsson) și John Nathaniel.

## Lansare și promovare
Piesa a fost lansată oficial pentru descărcare digitală și streaming pe 25 februarie 2022. Universal Music Group a trimis „West Coast” la stațiile de radio italiene pe 18 martie 2022. Piesa a fost lansată și pentru descărcare digitală pe site-ul OneRepublic în aceeași zi. Mosley Music Group și Interscope Records au lansat-o la radioul american hot adult contemporary pe 11 aprilie. În colaborare cu Visit California, OneRepublic a folosit „West Coast” pentru a promova turismul în California.

## Recepție critică

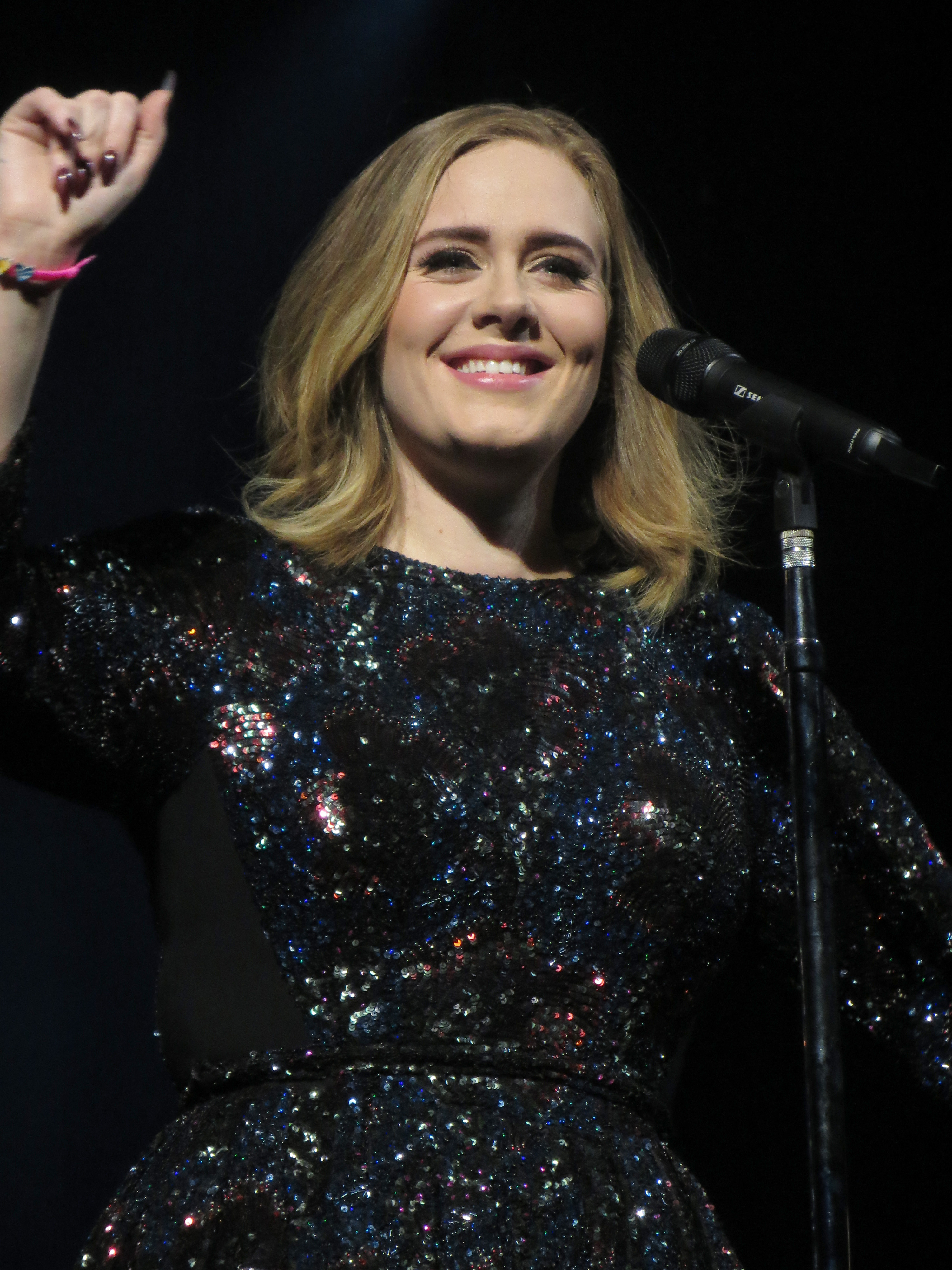
Criticii au lăudat prestația vocală a lui Tedder, comparând-o cu „Skyfall” a lui Adele.

„West Coast” a primit aprecieri pe scară largă din partea criticilor muzicali pentru producția piesei și vocea lui Tedder. Joshua Andre de la 365 Days of Inspiring Media a acordat 4,5 din 5 stele și a scris că melodia piesei este „multă inimă, suflet, inspirație și scop”, lăudând și versurile și producția, spunând "avem acea atmosferă de vară, ușoară, pop - un cântec plăcut care vorbește despre a fi sălbatic și liber, și de asemenea vorbește despre a te distra”. Kristin Smith de la Plugged In (publicație) a comparat melodia „West Coast” cu single-ul lui Adele din 2013 „Skyfall”, „cu excepția unui ritm mult mai rapid și deloc deprimant”, subliniind și compoziția lui Tedder, „acest cântec este despre a fugi de tristețea care vine dintr-o despărțire, în timp ce fugi și de plictiseala iernii pentru a găsi zile mult mai calde – atât figurativ, cât și literalmente”.
Emily Harris de la Global Music Group a scris că vocea lui Tedder din pod are asemănări cu „Skyfall”, adăugând „'West Coast' este plină de încredere. În plus, OneRepublic nu se rețin cu calitatea lor înaltă care iese la iveală din fiecare fațetă a producției lor. De asemenea, deși sunetul pop tipic al trupei este audibil în mix, fiecare membru al grupului reușește să aducă componente noi proaspete în prim-plan; inclusiv o secțiune de coarde în preludiu și un ritm sufletesc care apare pe măsură ce piesa avansează”. Il Post⁠(d) a apreciat inspirația din scena muzicală a anilor '60 din piesă, scriind că trupa a reușit să captureze „atmosfera de vară și visătoare”.

## Interpretare live
Trupa a interpretat „West Coast” pentru prima dată în cadrul emisiunii The Today Show pe 4 martie 2022. Pe 8 martie, OneRepublic a interpretat-o în cadrul emisiunii The Late Late Show with James Corden. Trupa a interpretat piesa pentru a treia oară în cadrul emisiunii Good Morning America (GMA) ținută pe 15 iulie 2022 la Times Square Studios din Manhattan. Piesa a fost, de asemenea, o parte obișnuită a setlistului trupei pentru turneul Never Ending Summer Tour.

## Personal
- Ryan Tedder – voce principală, compozitor, producător
- Brent Kutzle – compozitor, producătorNoel Zancanella⁠(d) – compozitor, producător, producător suplimentar
- Robin Fredriksson⁠(d) – compozitor, producător
- Mattias Larsson⁠(d) – compozitor, producător
- Justin Tranter⁠(d) – compozitor
- John Nathaniel – producător, vocalize de fundal
- David Davidson – vioară
- David Angel – vioară
- Seanad Chang – violă
- Paul Nelson – violoncel
- Craig Nelson – contrabas
- Emoni Wilkins – vocalize de fundal
- Wil Merrell – vocalize de fundal
- Devonne Folkwes – vocalize de fundal
- Doug Sarrett – inginer
- Bryce Bordone – inginer de mixaj
- Șerban Ghenea – mixer